# Jewgienija Głuszenko
Jewgienija Konstantinowna Głuszenko (ros. Евге́ния Константи́новна Глушенко; ur. 1952) – radziecka i rosyjska aktorka. Zasłużona Artystka RFSRR.
Absolwentka Studium Teatralnego im. Szczukina. Członek zespołu moskiewskiego Teatru Małego.

## Wybrana filmografia
- 1977: Niedokończony utwór na pianolę jako Saszeńka[2]
- 1978: Kilka dni z życia Obłomowa
- 1980: Pierwsze zamążpójście jako Antonia Bołotnikowa[3]
- 1982: Zakochany na własne życzenie jako Natasza